# Ландульф II (граф Капуанський)
Ландульф II (†879), єпископ і граф Капуанський (863—879), наймолодший син графа Ландульфа I.
Захопив престол, змістивши свого племінника графа Панденульфа. Ланденульф II отримав визнання своїх прав на графство від герцога Сполетського Ламберта I. У 866 імператор Священної Римської імперії Людовик II обложив Ландульфа у Капуї, проте той не приєднався до бунту проти імператора, який очолював князь Беневентський Адельхіз. Після смерті Людовика у 875 Ландульф уклав союз з сарацинами, однак у 877 за наказом папи Римського Іоанна VIII, скасував його і, навпаки, охороняв узбережжя Італії від сарацин.